# Bennie Wijnstekers
Ben Wijnstekers (Roterdã, 31 de agosto de 1955) é um ex-futebolista neerlandês, que atuava como defensor.

## Carreira
Wijnstekers construiu maior parte de sua carreira e teve seu auge jogando pelo Feyenoord, clube que acumulou 391 partidas oficiais e foi chamado para a seleção neerlandesa com certa regularidade de 1979 até 1984.

## Seleção nacional
Ben Wijnstekers representou a Seleção Neerlandesa de Futebol que disputou a Eurocopa de 1980.

## Títulos
Eredivisie (1): 1983/1984
 KNVB Beker (1): 1983/1984

## Ligações Externas
- Perfil em FIFA.com (em inglês)